# 둥근산부추
둥근산부추는 부추속의 식물이다. 잎몸이 속이 비어있는 원기둥 모양으로, 산부추나 세모산부추와 쉽게 구분할 수 있다.